# Zdenka Wiedermannová-Motyčková

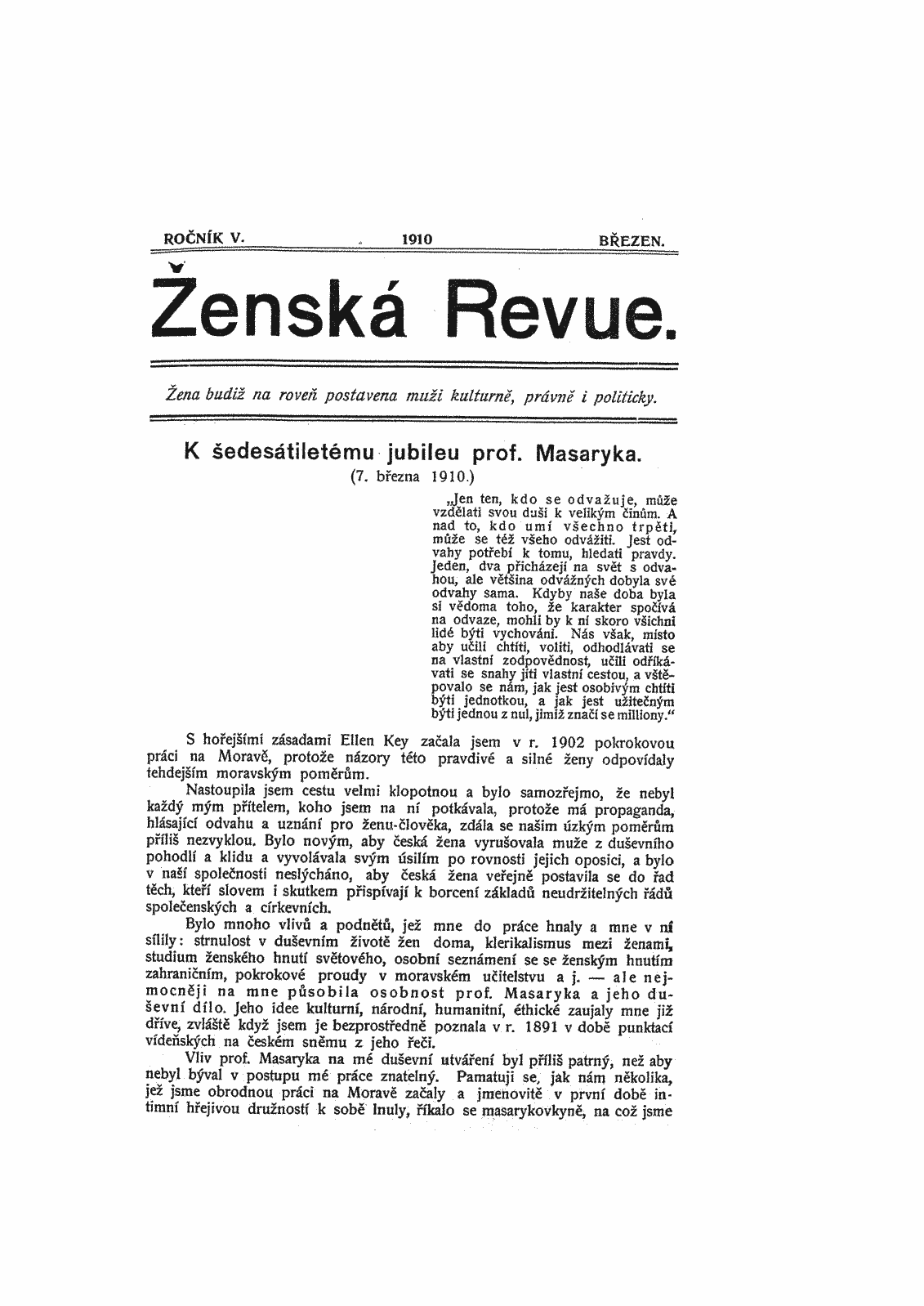
Ženská revue, č. 1/1905

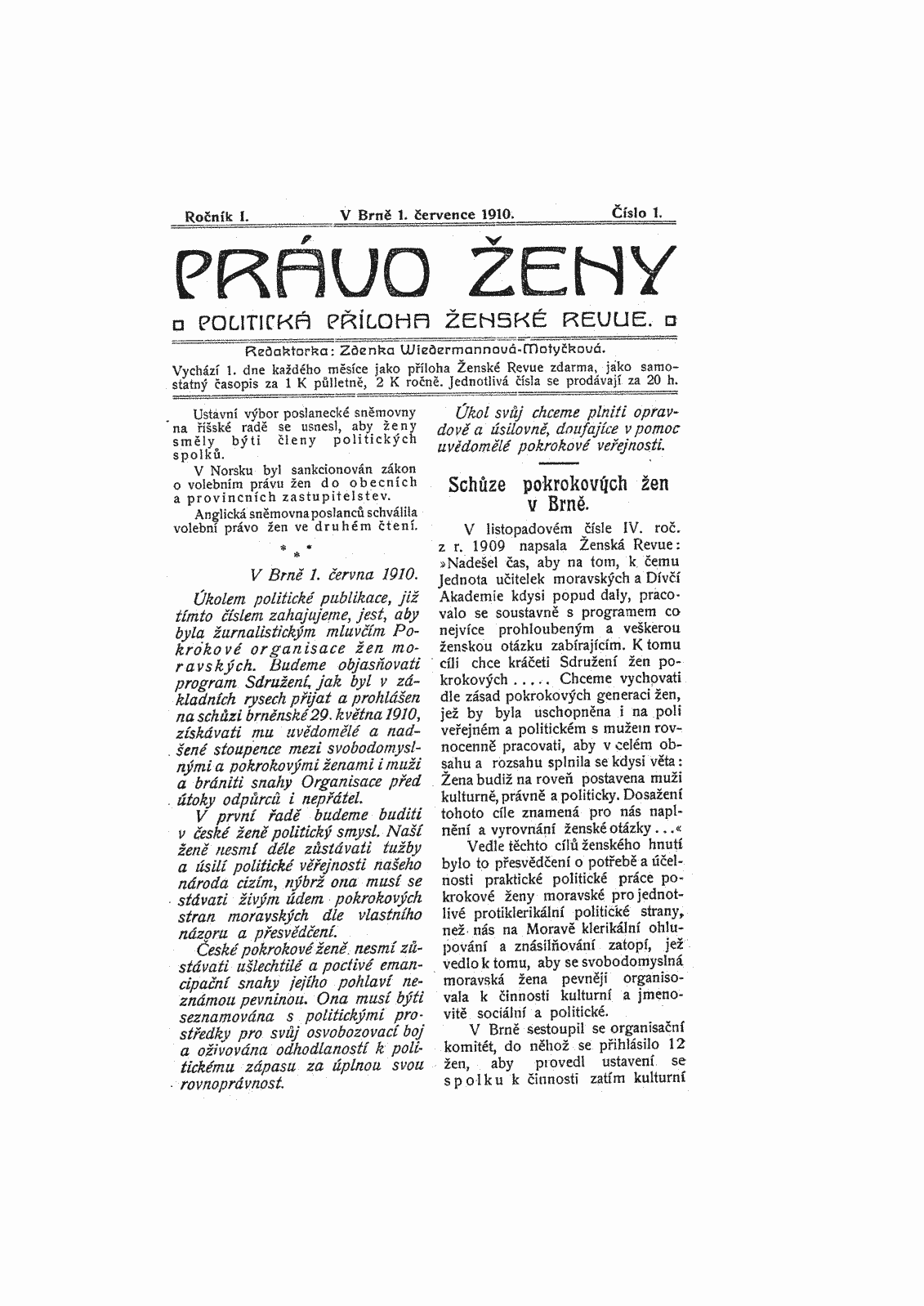
Právo ženy, č. 1/1910

Zdenka Wiedermannová-Motyčková (17. dubna 1868 Náklo – 16. října 1915 Brno) byla česká bojovnice za ženská práva, povoláním učitelka a redaktorka.

## Život

### Mládí
Narodila se v rodině Osvalda Wiedermanna, učitele v Nákle a jeho manželky Františky, rozené Zbořilové. Její sestra (dvojče) zemřela čtyřměsíční. Od roku 1886 studovala na dívčím učitelském ústavu v klášteře Voršilek v Olomouci. Jedna z jejích sester, Ludmila Konečná (1862–1935), byla též pracovnice v ženském hnutí, členka České strany národně sociální a brněnská zastupitelka.

### Učitelka, bojovnice za práva žen
Působila jako učitelka ve Frenštátě pod Radhoštěm, Holešově, Fryštáku, Moravských Budějovicích a Ostravě. Postupně se její náboženské názory měnily na liberální a antiklerikální. Svá veřejná vystoupení za zrovnoprávnění učitelek s jejich mužskými kolegy zahájila v roce 1898 v Přerově na sjezdu Ústředního spolku jednot učitelských na Moravě. Přestože u vedení spolku nepochodila, navázala zde první kontakty s pokrokově orientovanými mladými učiteli. (O jejím smyslu pro pokrok i boření konvencí svědčí, že na toto vystoupení dorazila z Moravského Krumlova na kole.) Když se setkala s výsměchem, uvedla detaily stejných nároků a stejných výsledků práce, které jsou od ní samotné i od mužů–učitelů.
V lednu 1901 vyzvala v Časopise učitelek své moravské kolegyně, aby přistoupily do Jednoty českoslovanských učitelek. Jelikož se však její apel nesetkal s odezvou, svolala do Přerova první schůzi moravských pedagožek požadující stavovskou rovnoprávnost. Vzhledem k tomu, že se jí nepodařilo s Ústředním spolkem jednot učitelských vyjednat zastoupení žen v jeho výboru, rozhodla se v roce 1902 založit samostatný spolek s názvem Jednota učitelek moravských. V listopadu 1902 podala aktivistka a její Jednota učitelek moravských memorandum ministerstvu kultu a vyučování za umožnění koedukace dívek. Poté, co tato otázka nebyla uspokojivě vyřešena, rozhodl se spolek o zřízení samostatného dívčího gymnázia. V roce 1903 tak založila další ženský klub s názvem Dívčí akademie, který usiloval založení prvního českého dívčího gymnázia na Moravě. Vznik dívčích školských ústavů byl v souladu s antiklerikálním programem Lidové strany (pokrokové) na Moravě, která jejich prostřednictvím vyvíjela nátlak na svou největší politickou konkurenci – spojenou Katolickou stranu národní na Moravě a Moravsko-slezské křesťansko-sociální strany. Jednota učitelek moravských i Dívčí akademie tak úzce s moravskými lidovci a pokrokáři spolupracovaly.
Zdenka Wiedermannová-Motyčková podpořila stmelování pokrokového ženského hnutí na Moravě svým přestěhováním do Brna v roce 1903, čímž se dostala do užšího kontaktu s vlivnými osobami a poslanci. Okolo roku 1903 získala místo ředitelky škol „Světlá“ ve Velkém Meziříčí. V té době se stýkala s pokrokovými osobnostmi své doby, jako byli T. G. Masaryk, František Drtina či Josef Svatopluk Machar. Od roku 1903 se patrně pod vlivem postupu Lidové strany pokrokové v otázce celibátu učitelek i z osobních důvodů orientovala na T. G. Masaryka. S politikem od roku 1904 projednávala vznik samostatného moravského ženského časopisu. Doporučoval jí, aby list nebyl zaměřen výhradně na oba ženské spolky na Moravě. Podle jeho názoru bylo zapotřebí široce zaměřeného časopisu, který by získal odběratele v Čechách i v zahraničí. Předseda moravských lidovců Adolf Stránský ve stejné době kontroval tomuto návrhu nabídkou redaktorského místa pro Zdenku Wiedermannovou-Motyčkovou v Lidových novinách pro rubriku o ženském hnutí, kterou z důvodu nedůvěry v personál deníku nevyužila. Lidové noviny i přesto otiskovaly její seriál z kongresu International Council of Women v Berlíně roku 1904 a další texty. Vzhledem k situaci, kdy pražský Ženský obzor nebyl ochoten otiskovat její články, se rozhodla pro Masarykův návrh a od července 1905 započala s vydáváním vlastního měsíčníku Ženská revue.
Zdence Wiedermannové-Motyčkové se postupně zhoršoval sluch a měla potíže se srdcem. Ze zdravotních důvodů a také proto, aby se pustila do nových výzev v ženském hnutí, opustila místo ředitelky školy Světlá a zažádala si o předčasnou penzi. Z tzv. dočasného odpočinku byla dána na trvalý odpočinek v roce 1908. V tomtéž roce vystoupila z církve a plně se věnovala práci za práva žen. Jejím nejvýznamnějším počinem na poli volebního práva žen se v předválečných letech stalo založení poloilegální platformy s názvem Zemská organizace pokrokových žen moravských (někdy též uváděna jako Sdružení pokrokových žen moravských), která vešla v život na jaře 1910. Dne 27. listopadu 1909 byly na schůzi pokrokových žen definovány základní cíle, jež byly vtěleny do Masarykova motta: „Žena budiž na roveň postavena muži kulturně, právně i politicky“. Organizace nezískala od moravského místodržitelství pro své zřejmé politické ambice povolení k ustavení a byla proto koncipována jako volná organizace, jež se scházela na základě shromažďovacího zákona.
Systematická politická práce byla rozvíjena počátkem roku 1911 v součinnosti s pražským Výborem pro volební právo žen. Jeho představitelky Marie Tůmová a Františka Plamínková objížděly společně se Zdenkou Wiedermannovou-Motyčkovou manifestace za udělení volebního práva ženám, uspořádané na přelomu dubna a května 1911 v Brně, Kyjově, Olomouci, Přerově, Prostějově a Kroměříži. Následovalo prohlášení vybízející tzv. Český klub poslanců nově zvolené říšské rady k hájení ženských politických práv, které jim bylo předáváno osobní cestou. V únoru téhož roku pokročila se svým manželem v dalším rozvíjení agitační činnosti, a to vydáváním periodika Právo ženy. To bývá označováno za vůbec první politický list určený ženám v celém Rakousku-Uhersku.
Aktivity Zemské organizace pokrokových žen moravských se od roku 1912 výrazně politizovaly. V lednu podala ženská organizace prostřednictvím lidově-pokrokového poslance Richarda Fischera petici za volební právo do moravského zemského sněmu. Od počátku roku pak ženská organizace reagovala nejrůznějšími akty na oklešťování veřejně politického prostou pro ženy, kdy od dubna protestovala za zachování pasivního volebního práva do českého zemského sněmu. Od téhož měsíce iniciovala postupně v některých svých krajských pobočkách kurzy o politických stranách, na kterých se podílely Lidová strana pokroková na Moravě, Českoslovanská sociálně-demokratická strana dělnická, Česká strana agrární strana na Moravě a Česká strana národně sociální. Závěr jarního a většina letního období roku 1912 poté patřila agitaci za zvolení a následně uznání platnosti mandátu Boženy Vikové-Kunětické. Po sjezdu Zemské organizace pokrokových žen moravských v Boskovicích v srpnu bylo dále rozhodnuto podat návrhy volebního řádu do obcí, jež byly doručeny v září referenty stálého výboru pro volební právo Richardem Fischerem a Františkem Staňkem.

### Rodinný život
V roce 1908 se dostalo veřejnému renomé Zdenky Wiedermannové-Motyčkové citelnější zásah, což mělo příčiny v jejím osobním životě. Pracovnice ve druhé polovině prvního desetiletí 20. století čím dál tím více inklinovala k vystoupení z katolické církve, k čemuž byla puzena osobními důvody i smrtí svého bratra. V roce 1907 se zúčastnila pražského kongresu Volné myšlenky, kde ostře kritizovala římskokatolickou církev a neblahé důsledky klášterní výchovy dívek. Druhou příčinou byl její civilní sňatek s rozvedeným učitelem Vincencem Motyčkou. T. G. Masaryk, se kterým uzavření manželství konzultovala, ji varoval: „[…] možná, že podceňujete potíže, které Vám sňatkem vzniknou. Nejen se strany klerikální, trapnější Vám bude zkušenost, kterou učiníte s lidmi tzv. pokrokovými, snad s lidmi Vám posud hodně blízkými.“ V důsledku negativní mediální kampaně byla donucena vzdát se v srpnu 1908 těsně před otevřením brněnského gymnázia předsednictví ve spolku Dívčí akademie, zůstala však členkou jeho výboru. Partnerovo příjmení připojovala Zdenka Wiedermannová-Motyčková ke svému příjmení, i když ke sňatku s rozvedeným mužem tehdy nemohlo dojít, protože by byl podle tehdejších zákonů nelegální. Soužití s Vincencem Motyčkou bylo záminkou nevybíravých útoků v tisku na oba partnery, zejména však na Zdenku Wiedermannovou-Motyčkovou, jež byla katolickými médii označována za fanatickou feministku, cizoložnici či ženu bez morálních zásad.

### Závěr života
Za první světové války se jako představitelka Sdružení žen pokrokových angažovala v dobročinné oblasti na podporu rodin, jejichž živitelé byli povoláni na frontu.
Zemřela v 45 letech na selhání srdce (Org. Herzfehler) v Brně, poslední bydliště měla na brněnské Trautenbergergasse 4 (Trautenbergerova, dnes Opletalova). Pochována je na Ústředním hřbitově města Brna (skup. 64, hrob č. 308); její hrob zdobí portrétní polopostava sochaře Julia Pelikána z 20. let 20. století.

## Dílo
Zdenka Wiedermannová-Motyčková byla aktivní bojovnice za práva žen a poloprofesionální politička:
- Starostka Jednoty učitelek moravských (1902). Zde prosazovala např. stejný služební postup učitelů a učitelek, zastoupení učitelek ve školských radách všech stupňů či zrušení nuceného celibátu učitelek.[19]
- Jednatelka spolku Dívčí akademie (1903). Tento spolek usiloval o založení moravského českého ženského gymnázia. Reformní dívčí gymnázium[p 4] (první na Moravě[p 5]) zahájilo vyučování 22. října 1907[20] na základě dohody Dívčí akademie a obce Valašské Meziříčí, dle které Akademie přispívala na ztrátu a měla na chod ústavu vliv a obec provoz financovala.[21] V roce 1908 vzniklo dívčí gymnázium v Brně.[22][p 6]
- Účastnice třetího mezinárodního sjezdu žen (1904). Mezinárodní ženský svaz byl ustaven v roce 1888 a postupně byly zakládány jeho národní svazy. Třetí světový sjezd se konal v Berlíně v červnu 1904. Wiedermannová byla na sjezdu jako pasivní účastník, zástupce Dívčí akademie, protože neexistoval český národní svaz, který by mohla reprezentovat. O sjezdu podala podrobnou zprávu, která byla zveřejněna v Lidových novinách ve dnech 17.–22. 6. 1904 na titulních stránkách.[23]
- Redaktorka a vydavatelka časopisu Ženská revue (od roku 1905)
- Zakladatelka časopisu Právo ženy, přílohy Ženské revue (od roku 1910, později s názvem Učitelka)
- Zakladatelka Sdružení žen pokrokových (1910),[24] pozdější Zemské organizace pokrokových žen moravských. Od roku 1909 se ustavovaly krajské pobočky Sdružení pokrokových žen v Olomouci, Brně, na Vyškově, Prostějově, Přerově, Tišnově, Boskovicích, Holešovicích, Valašském Meziříčí. Roku 1910 se tyto spolky spojily v Zemskou organizaci pokrokových žen. Zdenka Wiedermannová-Motyčková se stala sekretářkou organizace.
- Aktivně bojovala za volební právo žen[25] a proti klerikalismu.[4] Na téma práv žen vystupovala na četných přednáškách.

## Zajímavost
Podle vzpomínek sestry Petra Bezruče měla Zdenka Wiedermannová-Motyčková v roce 1904 Janu Herbenovi pomoci odhalit básníkovu identitu.